# Национална гвардейска част на България
 Тази статия е за българската представителна военна част.  За политическото движение вижте Гвардия (партия).  
Национална гвардейска част на България е представителна част на Българската армия. Има за цел да демонстрира независимостта на България, на държавата и президента. Тя охранява държавния глава и повдига духа на армията и народа. Гвардията е един от символите на българската държава заедно със знамето, химна и герба на Републиката.

## История
През 1879 г. княз Александър I Батенберг създава своята лична гвардия. На 12 юли 1879 г. е осъществен първият официален ескорт на български княз. Днес гвардията се нарича Национална гвардейска част и като структура е съпоставима на армейски полк, но щата ѝ по численост е по-скоро колкото батальон, като за строеви гвардейци е 315 души от който към юли 2011 г. са заети 243 бройки. През 2001 г. Националната гвардейска част е утвърдена като представително военно формирование на Българската армия. Включва войскови единици за отдаване на военни почести и представителен духов оркестър. Националната гвардейска част извършва ритуала „Тържествена смяна на почетния караул пред Президентството“ за първи път на 5 ноември 2003 г. На всеки кръгъл час се сменя караула пред Административната сграда на президента на Република България. Гвардейската униформа е създадена през 1883 г. и включва елементи от националната символика. Оттогава в униформата неизменно присъстват орловото перо на калпака и Александровската звезда. Александровската звезда е част от българския царски орден „Св. Александър“ и се носи върху гвардейския калпак от 1883 г.

## Структура
- Първи гвардейски батальон – строеви
- Втори гвардейски смесен батальон – артилерийско строеви
- Гвардейски представителен духов оркестър
- Представителен ансамбъл на въоръжените сили
- Учебен център за подготовка на военни оркестранти и войници-гвардейци

## Униформа
- зимна униформа
- зимен шинел
- лятна униформа
- калпак
- Александровска звезда
- наръкавна емблема

## Командири
В списъка се включват и командирите на Лейбгвардейския конен полк
- Ротмистър Александър Мосолов (1879 – 1883)
- Подполковник Димитрий Ризенкампф (1883 – 1884)
- Ротмистър Юрий фон Кубе (1884 – 1884)
- Полковник барон Алфред Корвин (1884 – 1885)
- Ротмистър Тодор Кабакчиев (1885 – 1886)
- Ротмистър Владимир Цанков (1886 – 1886)
- Генерал-майор Петър Марков (1886 – 1908)
- Полковник Иван Колев (1908 – 1912)
- Полковник Генко Мархолев (1912 – 1913)
- Полковник Паун Бананов (1913 – 1916)
- Полковник Александър Кисьов (1916 – 1918)
- Подполковник Любомир Босилков /1918 – 1920)
- Полковник Никола Станимиров (1921 – 1923)
- Полковник Малчо Малчев (1930 – 1934)
- Полковник Константин Марков (1934)
- Полковник Матей Златоустов (1935 – 1936)
- Полковник Илия Добрев (1941)
- Подполковник Иван Божинов (1941 – 1944)
- Полковник Иван Сандев (1944)
- Полковник Иван Тодоров (1945)
- Полковник Цено Ценов (1946 – 1947)
- Подполковник Иван Чепишев (1948)
- Подполковник Кръстю Антонов (1948)
- Полковник Атанас Тимнев (1950 – 1954)
- Капитан Костадин Пандев (1967 – 1970)
- Полковник Николай Николов (1978 – 1983)
- Полковник Атанас Асенов (1982 – 1985)
- Полковник Ангел Стоянов (1997 – 2002)
- Полковник Крум Александров (2002 – 1 юни 2008)
- Полковник (бриг. ген. от 01.10.2014) Боян Ставрев (1 юни 2008 – 12 декември 2016)
- Бригаден генерал Илко Йорданов (12 декември 2016 – 14 април 2019)
- Полковник Кънчо Иванов (от 14 април 2019)